# Strijktrio (Roussel)
Het Trio à cordes (Frans voor Strijktrio), op. 58 is een kamermuziekwerk van Albert Roussel geschreven in 1937, het jaar waarin hij overleed. Hij schreef het werk in opdracht van het Trio Pasquier, bestaande uit de  broers Jean Pasquier (viool), Pierre Pasquier (altviool) en Étienne Pasquier (cello). Zij speelden de première op 4 april  1937 en namen het werk ook op op het label Erato.
Dit trio is zijn voorlaatste voltooide werk: zijn opus 59, Elpénor, een kwintet voor fluit en strijkers, zou Roussel nooit meer horen spelen. Het werk wordt soms Trio nr. 3 genoemd, omdat Roussel 2 andere trio's schreef voor andere bezettingen, namelijk het Pianotrio op. 2 en het Trio voor fluit, altviool en cello op. 40. Bij zijn overlijden werden schetsen gevonden van een vierde trio voor rietblazers. 
De drie delen zijn:
- Allegro moderato
- Adagio
- Allegro con spirito

Een gemiddelde uitvoering duurt ongeveer 15 min.
Het laatste deel heeft de opbouw en klank van een scherzo, men vermoedt daarom dat Roussel nog een vierde deel wilde schrijven, maar daarvoor te ziek was. 